# Rudawiec (konkrecja glebowa)
Rudawiec – warstwa osadu lub poziom glebowy powstały poprzez wytrącenia uwodnionych tlenków żelaza. Rudawiec występuje w obrębie profilu glebowego i przyjmuje formę scementowanych, rdzawych brył, soczewek lub warstw. Stanowi on przeszkodę mechaniczną i chemiczną dla rozwoju korzeni roślin. 

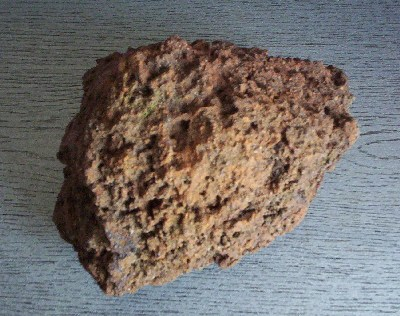
Ruda darniowa

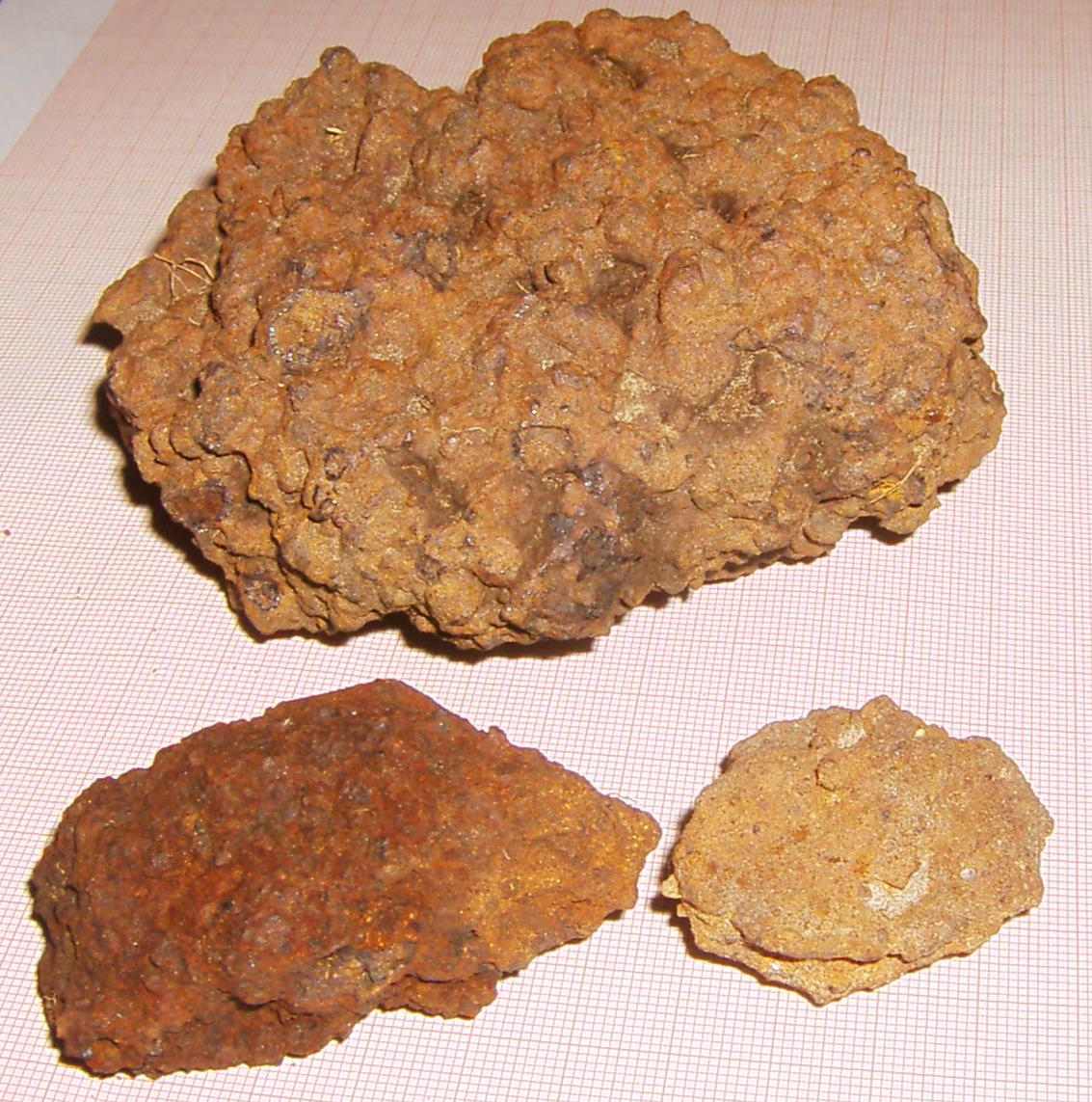
Orsztyn

W literaturze rudawcem nazywa się dwa typy utworów, które, mimo powierzchownego podobieństwa, powstają w inny sposób i mają nieco inne właściwości. 
Część autorów rudawcem nazywa poziom iluwialny (wmycia, spodik) gleb bielicowych, który rozwinął się do orsztynu. Inni, bardziej współcześni, rudawcem nazywają pokłady rudy łąkowej (rudy darniowej), zwracając uwagę, że nazywanie rudawcem orsztynu jest niepoprawne. Można też spotkać opinie, że rudawcem można nazywać oba te utwory.
Orsztyn jest to scementowana forma poziomu iluwialnego w, powstałych z piasków, glebach bielicowych, powstała przy szczególnie intensywnym i długotrwałym procesie bielicowania. Wytrącanie amorficznych form żelaza, glinu i próchnicy tworzy trudną do sforsowania dla wody i korzeni drzew warstwę. 
Ruda darniowa (ruda łąkowa, bagienna) jest scementowaną, często nieciągłą, warstwą — osadem amorficznych związków żelaza (limonitu) i manganu, powstała w warstwie wahań zwierciadła wód gruntowych na podmokłych terenach dolin rzecznych teras holoceńskich. W rudzie darniowej próchnica i glin nie występuje lub występuje w minimalnych ilościach. Dawna eksploatacja, jako ruda żelaza, oraz rozorywanie w celu przebicia bariery dla wody i korzeni drzew, spowodowało, że warstwy rudy darniowej są współcześnie rzadko ciągłe. 